# هیچکاک (تگزاس)
هیچکاک، تگزاس(به انگلیسی: Hitchcock, Texas) شهری در ایالت تگزاس از ایالات جنوبی ایالات متحده آمریکا است. در سرشماری سال ۲۰۰۰، جمعیت این شهر ۶۳۸۶ نفر اعلام شد.